# Palau de Luxemburg

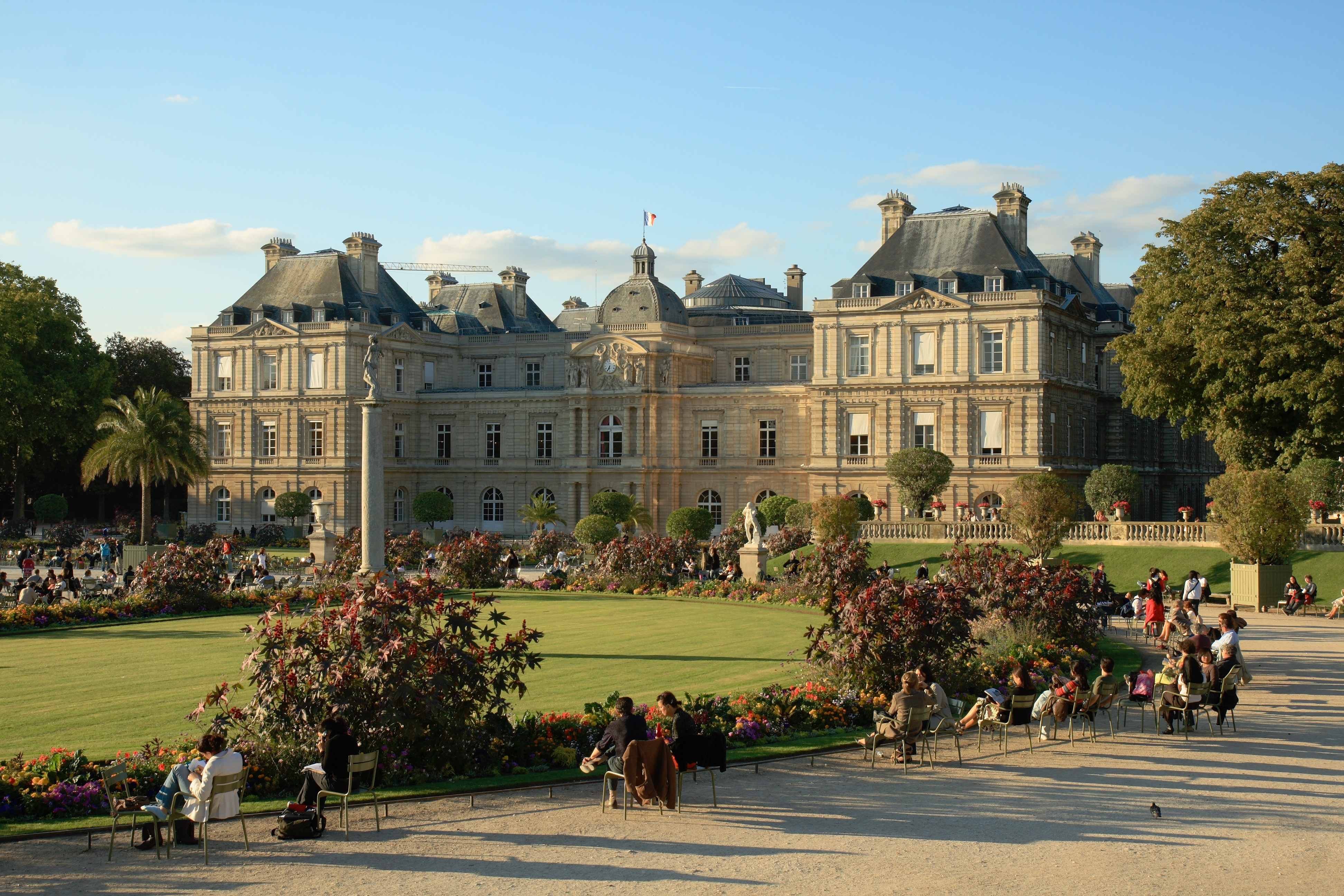
Palais du Luxembourg vist des del Jardí

El palais du Luxembourg està situat al 6è districte (arrondissement) de la ciutat de París al nord del jardin du Luxembourg, és la seu del Senat de França el qual s'hi va instal·lar el 1799. Aquest palau va ser construït al principi del segle xvii durant la regència de la reina Marie de Medicis. Pertany al mateix conjunt l'hôtel du Petit Luxembourg, residència del president del senat francès, el musée du Luxembourg, i el conjunt del jardí.

## Història

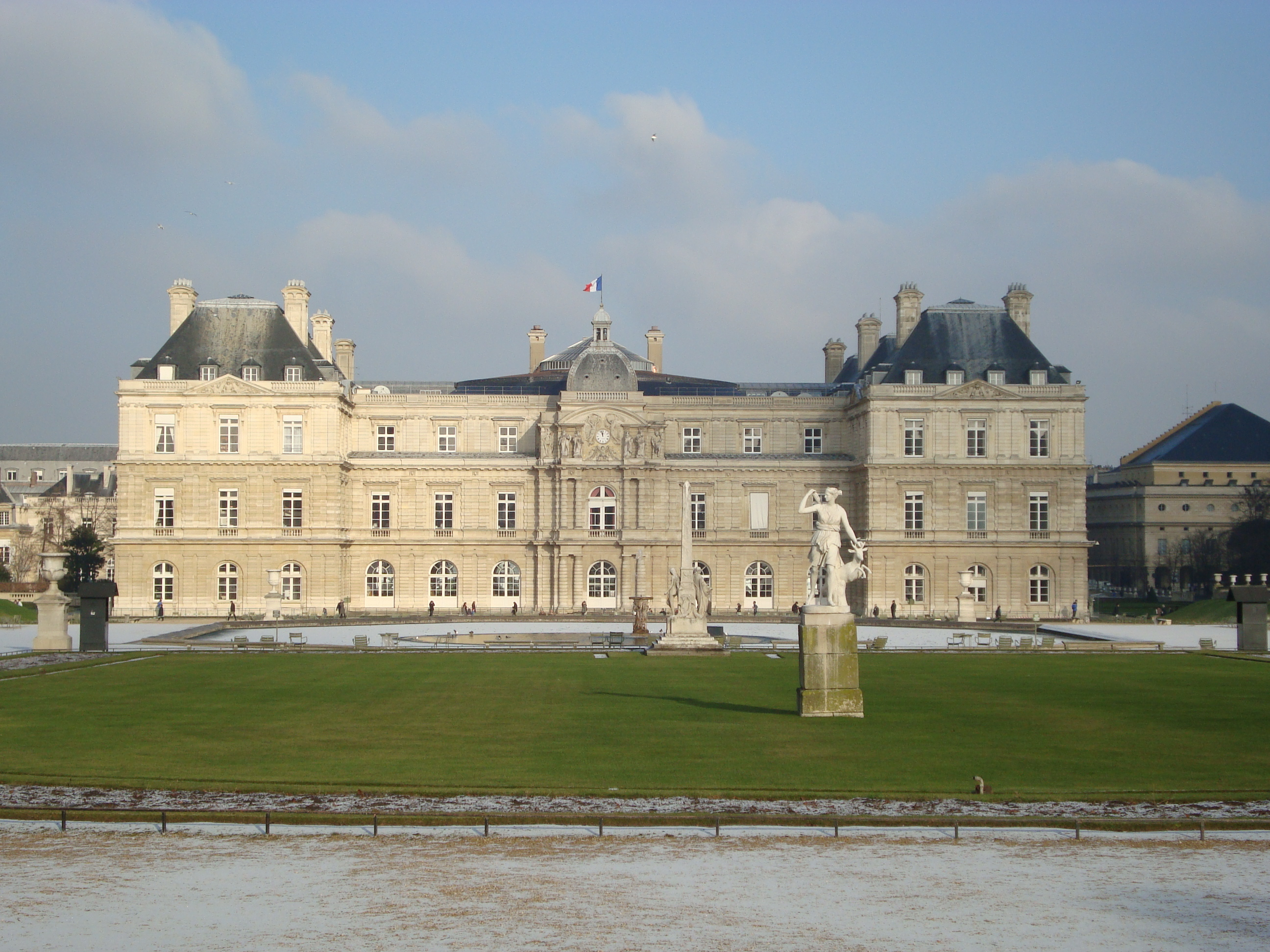
Palau de Luxembourg

El palais du Luxembourg deu el seu nom a l'hôtel construït al mig del segle xvi i que pertanyia a François de Piney, duc de Luxembourg.
La regent Marie de Médicis, vídua d'Henri IV, va comprar aquesta residència i el domini dit « de Luxembourg » l'any 1612 i el 1615 encomanà la construcció d'un palau a l'arquitecte Salomon de Brosse. La regent s'hi instal·là l'any 1625, abans que estigués acabat. Una sèrie de teles es van encarregar al pintor Rubens les quals actualment estan exposades al Museu del Louvre.
Marie de Médicis, quan va morir l'any 1642, va llegar aquest domini al seu fill preferit Gaston duc d'Orléans, germà del rei Louis XIII.
L'any 1715, el Luxembourg passa al regent Philippe d'Orléans

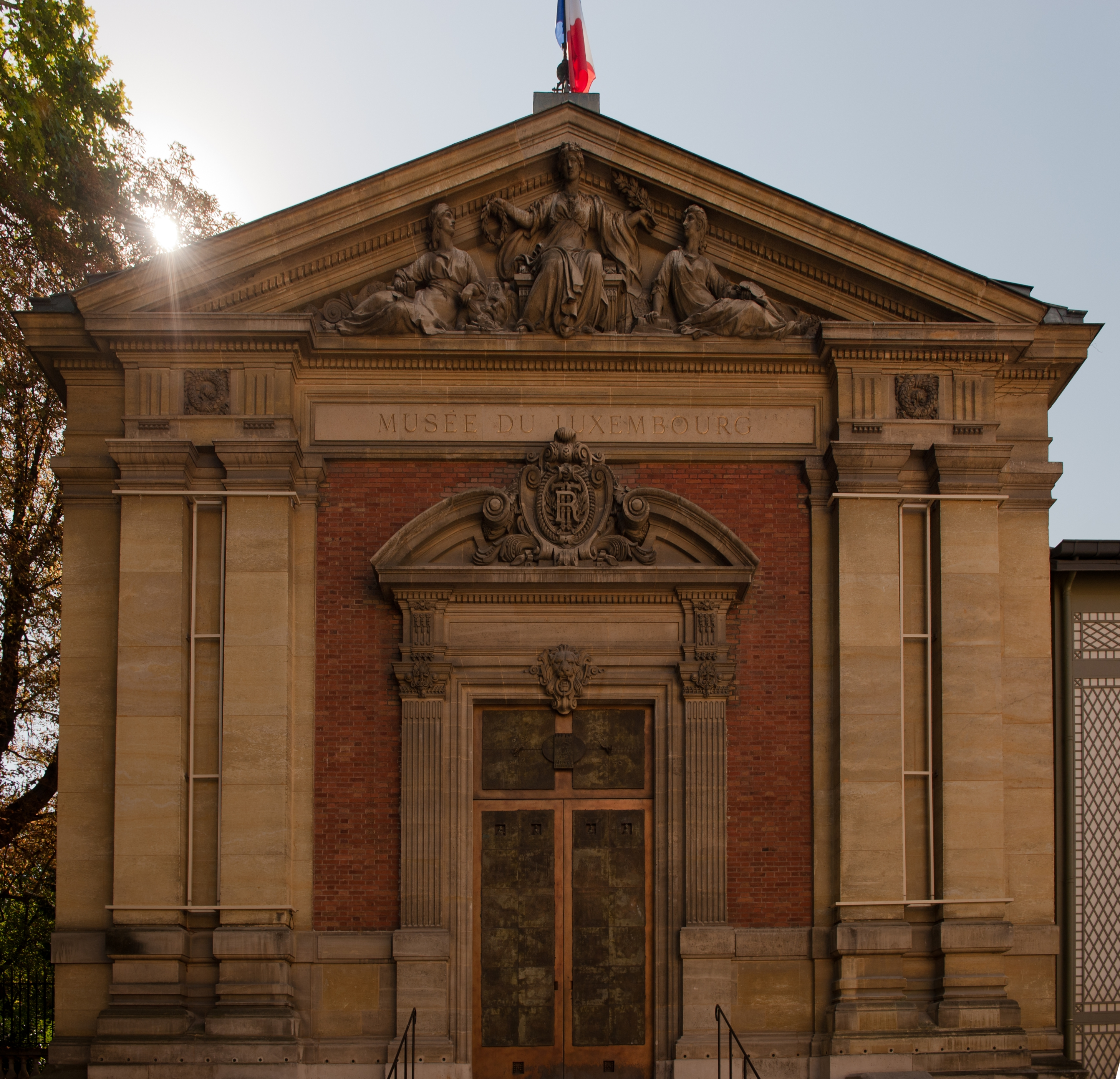
Porta d'entrada del Museu du Luxembourg - carrer de Vaugirard

El 14 d'octubre de 1750, la Galeria reial de pintura del Palau del Luxembourg va ser oberta a la visita del públic i així es va convertir en el primer museu d'art obert al públic de França cosa que prefigura la creació del Museu del Louvre el 1793.
Per un edicte del mes de desembre de 1778, el rei Louis XVI dona el domini i el palau al seu germà, el futur Louis XVIIII, després de la seva fugida el palau es va declarar « propriété nationale ».
El « Luxembourg » va esdevenir una presó durant el Regnat del Terror A finals de 1799, el Directoire el va fer la seu del Senat (Sénat conservateur), assemblea creada per la Constitució de l'any VIII. El 1814 es va atribuir a la Chambre des pairs.

## Arquitectura
El Palau de Luxemburg servia més com a residència secundària que com a palau oficial urbà. La seva planta correspon a la característica dels palaus francesos, com el de Verneuil on també hi intervingué Salomon de Brosse. Té un pati quadrat, el Pati d'Honor, un saló d'entrada coronat per una cúpula, la Cúpula Tournon i pavellons repetits en el cos de l'edifici.
El Palau de Luxemburg s'inspira lliurement en el Palau Pitti, de Florència, Itàlia, sol·licitat per Maria de Médici.
La part dreta del palau estava reservada per a la Reina, i la de l'esquerra per a Lluís XIII.